# Henry F. Holland
Henry Finch Holland (* 15. September 1912 in Brownsville, Texas; † 18. Juli 1962 in Greenwich, Connecticut) war ein US-amerikanischer Rechtsanwalt und Diplomat, der unter anderem zwischen 1954 und 1956 Assistant Secretary of State for Inter-American Affairs im US-Außenministerium war.

## Leben
Henry Finch Holland, Sohn Ralph E. Holland und Ruth Finch Holland, begann nach dem Besuch der Sewanee Military Academy in Sewanee 1929 ein grundständiges Studium an der dortigen University of the South und beendete dieses 1933 mit einem Bachelor of Arts (B.A.). Ein darauf folgendes postgraduales Studium der Rechtswissenschaften an der University of Texas at Austin schloss er 1936 mit einem Bachelor of Laws (LL.B.) ab. Nach seiner anwaltlichen Zulassung bei der Anwaltskammer von Texas (Texas Bar Association) war er zwischen 1936 und 1942 als Rechtsanwalt in San Antonio tätig und war im Anschluss von 1942 bis 1945 Mitarbeiter der Botschaft in Mexiko, er zwischen 1945 und 1954 als Anwalt bei der in Houston ansässigen Anwaltskanzlei Baker, Botts, Andrews & Shepherd arbeitete.
Am 2. März 1954 wurde Holland als Nachfolger von John Moors Cabot Leiter der Unterabteilung Interamerikanische Angelegenheiten Assistant Secretary of State for Inter-American Affairs im US-Außenministerium. Er bekleidete dieses Amt bis zum 13. September 1956, ehe Roy R. Rubottom am 18. Juni 1957 diese Aufgabe übernahm. 1957 wurde er auch als Rechtsanwalt bei der Anwaltskammer von New York (New York Bar Association) zugelassen und war im Anschluss Mitinhaber der Anwaltskanzlei Roberts & Holland. Er engagierte sich auch im Beirat des American Law Institute, als Treuhänder des Council on Foreign Relations sowie als Mitglied der Amerikanischen Gesellschaft für internationales Recht und der Pan American Society.
Aus seiner am 20. Mai 1939 geschlossenen Ehe mit Ann Elizabeth Adams gingen eine Tochter sowie zwei Söhne hervor.